# Musikvideo

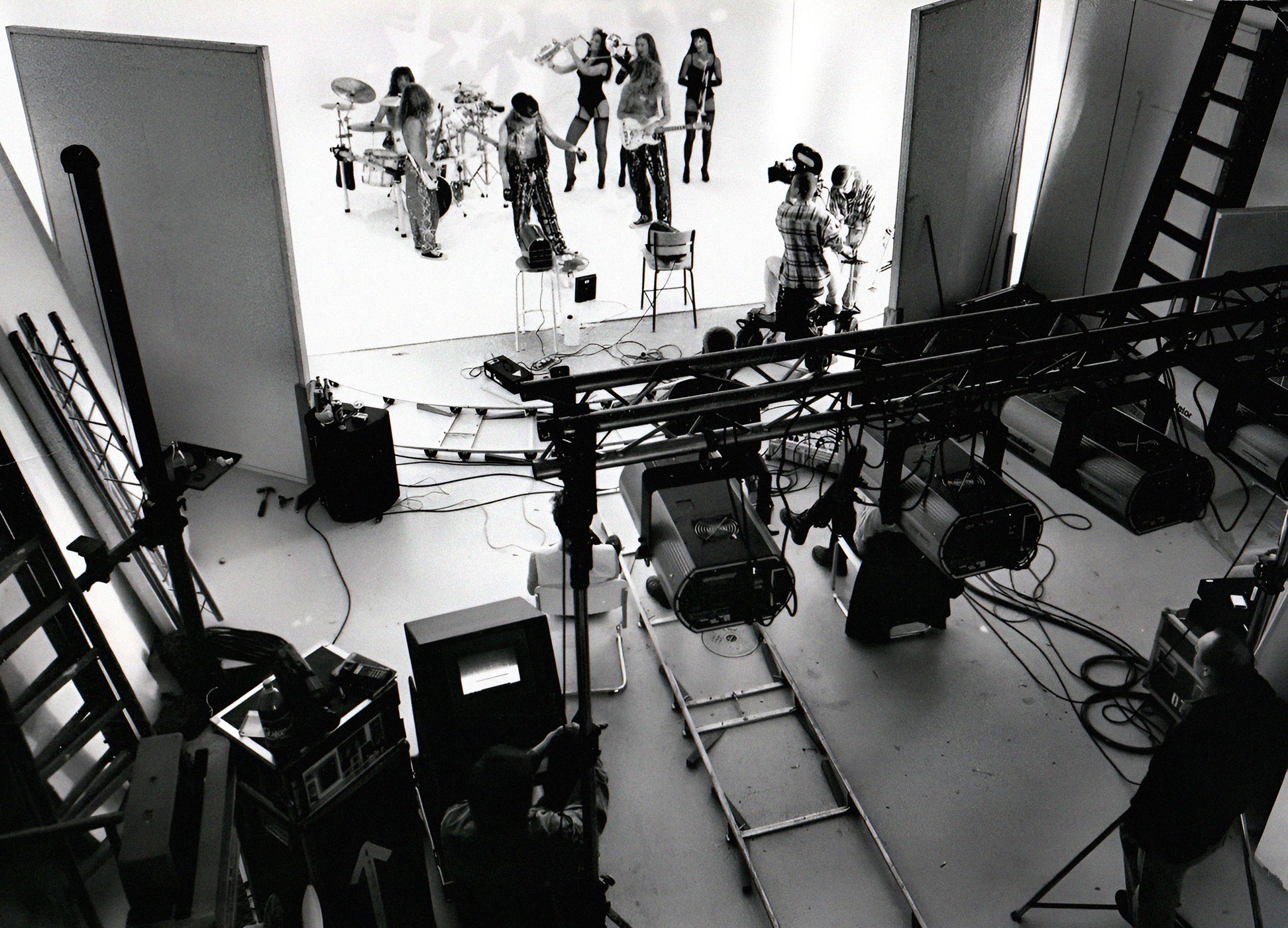
Hårdrocksbandet Bewarp spelar in en musikvideo i Malmö i januari 1992.

En musikvideo är en typ av kortfilm som kombinerar musik och visuella bilder. Den innehåller oftast de personer som framför låten, men det kan också vara helt andra saker som händer på filmen, såsom animering eller bildspel. Den moderna musikvideon fick sitt genombrott med den amerikanska tv-kanalen MTV i början av 1980-talet.

## Bakgrund
Kortfilmer som kombinerade musik och visuella bilder gjordes redan på 1920- och 1930-talen i USA med en rad afro-amerikanska jazz- och blues-artister. Ett känt exempel är en film från 1929 där Bessie Smith framför St. Louis Blues. Så kallade "Soundies" som gjordes för speciella film-jukeboxar på 1940-talet var cirka tre minuter långa filmer med sång och dans var en föregångare till den moderna musikvideon.
Konceptet med musikvideos användes tidigt inom popmusik-genren. Exempelvis spelades musikvideor in av The Beatles under 1960-talet, då kallade promotionfilm, och Abba under 1970-talet och det tidiga 1980-talet, ofta med Lasse Hallström som regissör. Queens "Bohemian Rhapsody" från 1975 lanserades med en åtföljande musikvideo, vilket bidrog till att den blev en stor internationell hit och inspiration för den senare musikvideogenren. Även David Bowie gjorde musikvideos på 1970-talet och lanserade sin låt "Ashes to Ashes" med en påkostad och stilbildande musikvideo 1980.
Det stora internationella genombrottet för moderna musikvideor kom då musikkanalen MTV lanserades i USA den 1 augusti 1981. MTV kom att revolutionera musikindustrin och musikvideon blev ett mycket viktigt format för artister att lansera sin musik. Den första musikvideo att spelas i kanalen var The Buggles "Video Killed the Radio Star". År 1983 spelade Michael Jackson in skräckmusikvideon Thriller, som spelades vid biografer och banade väg för att fler mörkhyade artister skulle kunna spelas i MTV.
MTV blev snabbt populärt och fick ett flertal efterföljande TV-kanaler där musikvideos utgör eller utgjorde grunden för programutbudet.
När den första countryvideon kom är omtvistat. Sam Lovullo, producent för TV-serien Hee Haw, menade att hans program var först medan JMI Records menar att de var först med Don Williams låt "The Shelter of Your Eyes" från 1973. Den 5 mars 1983 lanserades Country Music Television (CMT).
När Mona G:s orkester 1998 släppte en video till singeln "La Romantica" menade man sig vara första dansband i världen att göra det, men Aftonbladets Michael Nystås påpekade då i juli samma år att bland andra Vikingarna hade spelat in musikvideor redan under 1980-talet.
En tidig föregångare var Stokowskis musikfilm Fantasia med tecknad film av Walt Disney till.
Under 2010-talet har ett pånyttfött intresse för musikvideor noterats.

## Musikvideor i Sverige
Några framgångsrika svenska musikvideoregissörer är Fredrik Boklund, Nikeisha Andersson, Joanna Nordahl, Julius Hayes, Jonas Åkerlund, Johan Renck, Saga Berlin, Siri Hjorton Wagner, Mats Udd, Robin Kempe Bergman och Maria "Decida" Wahlberg.

## Textvideo
En viss typ av musikvideor går under namnet "textvideo" och syftar till att musikvideon visar låtens text istället för att visa till exempel artisten som sjunger till en playback-version av sin låt. Den första kända textvideon var till Bob Dylans låt "Subterranean Homesick Blues" från 1965. Andra kända textvideor är Princes "Sign o' the Times" och George Michaels "Praying for Time".